# Cattedrale di Valladolid
La cattedrale di Valladolid (in spagnolo Catedral de Nuestra Señora de la Asunción) è il duomo della città di Valladolid, una grandiosa opera progettata da Juan de Herrera (progettista de El Escorial) rimasta incompiuta, in particolare a causa dello spostamento della capitale del regno a Madrid: tale avvenimento distolse l'interesse dalle opere allora in costruzione a Valladolid, come la cattedrale, tanto più che il grande incendio del 1561 richiedeva che almeno in parte i fondi disponibili venissero destinati alla ricostruzione della città.